# Torre de las Infantas
La torre de las Infantas es una construcción palaciega de la Alhambra de la ciudad española de Granada.

## Descripción
La torre, de la que se ha dicho que cuenta con «todas las comodidades que exije la vida oriental», se habría construido a finales del siglo XIV. Aparece descrita en el Estudio descriptivo de los monumentos árabes de Granada, Sevilla y Córdoba (1885) de Rafael Contreras y Muñoz con las siguientes palabras:

Damos la preferencia á esta Torre, por tener mejor distribución, más elegancia en su aspecto central, adornos colocados con más sencillez, y la pureza toda que distingue al género clásico en la manifestación del arte. Los que han querido estudiar á fondo las obras árabes no han olvidado ésta. Obsérvase que hay en ella todas las comodidades que exije la vida oriental: un zaguán con techo de bóvedas de arista, muy raro; la entrada á un costado para que no se descubra desde fuera el interior del edificio; nichos á manera de alacenas para centinelas de eunucos ó esclavos; pequeño cuarto del guardia; ingreso y sala principal con fuente en el centro, desde la cual, á derecha, izquierda y frente se pasa por hermosos arcos lobulados, á las alcobas de los divanes perfectamente abrigadas y cómodas: en el segundo piso, otras estancias para las mujeres, más reservadas todavía, y en la azotea ó terrado, bellísimo paisaje de donde se descubre principalmente á Generalife y los enormes muros de argamasa que sostienen los jardines en forma de mesetas. A principios de este siglo se le hundió el techo de lacerías geométricas que tenía, así como las ocho ventanitas por las cuales recibía la luz. Había en el segundo cuerpo cuatro ajimeces de los cuales se conservan los dos más grandes y los claros de los pequeños. ¡Qué ornato tan bien repartido: cartelas, tableros de agramil, fajas y frisos del mejor gusto; los arcos lobulados con su intrados sencillo y elegante! Falta la ventana de dos arcos del extremo del eje central, el pavimento y muchos mosáicos. Esta sala, como la anterior, la tenemos incluída en el plan general de restauraciones que nos mandó hacer el Gobierno, para llevarlo á efecto tan pronto como se concluya la obra del Palacio árabe. Es, sin duda, uno de los monumentos que hay en Granada más dignos de conservarse porque se presta á ser reproducido, y servir con ligeras modificaciones á las comodidades de la vida moderna. La más importante inscripción que posee, es una que dice: «Gloria á nuestro Señor el Sultán Abu Abdi-lah Almostagni bil-lah».
(Contreras y Muñoz, 1885, pp. 181-183)